# Padrauna
Padrauna fou un estat tributari protegit del tipus zamindari amb una superfície de 518 km², al districte de Gorakhpur a les Províncies Unides avui Uttar Pradesh. Estava governat per una dinastia rajput Suryavanshi.
La nissaga descendeix de Jai Chand de Kanauj; el feu fou concedit per un firman imperial d'Aurangzeb el [1686]. Sota els britànics fou un estat avançat, el primer a gaudir d'electricitat generada, fàbriques de sucre i ambulàncies. A la mort de Narain Singh el 1900 es van derivar dos línies fundades pels seus fills (el segon fill va rebre Jagdishgarh el 1923)

## Llista de rages
- Udit Narain Singh (títol de raja des de 22 de juny de 1897) 1897-1900
- Raja Bahadur Brij Pratap Narain Singh 1900-1948
- Raja Krishna Pratap Narain Singh 1948-1953

### Branca júnior de Jagdisghgarh o Chote Darbar
- Rai Bahadur Jagdish Pratap Narain Singh 1923-1942.
- Rai Bahadur Kunwar Rudra Pratap Narain Singh 1942-1953 (+ 1955).